# Progress M1-9
Progress M1-9 (ryska: Прогресс М1-9) eller som NASA kallar den, Progress 9 eller 9P, var en rysk obemannad rymdfarkost som levererade förnödenheter, syre, vatten och bränsle till rymdstationen ISS. Den sköts upp med en Sojuz-FG-raket från Kosmodromen i Bajkonur den 25 september 2002 och dockade med ISS den 29 september. 
Den lämnade rymdstationen den 1 februari 2003 och brann upp i jordens atmosfär några timmar senare.

### Fotnoter
1. ↑  ”NASA Space Science Data Coordinated Archive” (på engelska). NASA. https://nssdc.gsfc.nasa.gov/nmc/spacecraft/display.action?id=2002-045A. Läst 1 mars 2020.
2. ↑  Manned Astronautics - Figures & Facts Arkiverad 9 oktober 2007 hämtat från the Wayback Machine., läst 15 juli 2016.